# فيداس بيجيولايتيس
فيداس بيجيولايتيس (مواليد 11 أغسطس 1971) هو ملاكم لتواني، مثّل بلاده في الألعاب الأولمبية الصيفية 2000.

## روابط خارجية
فيداس بيجيولايتيس على موقع بوكس ريك (الإنجليزية) (registration required)
- فيداس بيجيولايتيس على موقع اللجنة الأولمبية الدولية (الإنجليزية)
- فيداس بيجيولايتيس على موقع أوليمبيديا (الإنجليزية)